# حال (معان)
الحال في اصطلاح أهل المعاني هي الأمر الداعي إلى التكلم على وجه مخصوص أي الداعي إلى أن يعتبر مع الكلام الذي يؤدى به أصل المعنى خصوصية ما هي المسماة بمقتضى الحال، مثلا كون المخاطب منكرا للحكم حال يقتضي تأكيد الحكم والتأكيد مقتضاها، وفي تفسير التكلم الذي هو فعل اللسان باعتبار الذي هو فعل القلب مسامحة مبالغة في التنبيه على أن التكلم على الوجه المخصوص إنما يعد مقتضى الحال إذا اقترن بالقصد والاعتبار، حتى إذا اقتضى المقام التأكيد ووقع ذلك في كلام بطريق الاتفاق لا يعد مطابقا لمقتضى الحال. وفي تقييد الكلام بكونه مؤديا لأصل المعنى تنبيه على أن مقتضيات الأحوال تجب أن تكون زائدة على أصل المعنى، ولا يرد اقتضاء المقام التجرد عن الخصوصيات لأن هذا التجرد زائد على أصل المعنى. وهذا هو مختار الجمهور، فقيل مقتضى الحال هو الخصوصيات والصفات القائمة بالكلام.
فالخصوصية من حيث أنها حال الكلام ومرتبط به مطابق لها من حيث أنها مقتضى الحال والمطابق والمطابق متغايران اعتبارا على نحو مطابقة نسبة الكلام للواقع. وعلى هذا النحو قولهم: علم المعاني علم يعرف به أحوال اللفظ العربي التي بها يطابق اللفظ مقتضى الحال أي يطابق صفة اللفظ مقتضى الحال، وهذا هو المطابق بعبارات القوم حيث يجعلون الحذف والذكر إلى غير ذلك معللة بالأحوال. ولذا قيل الحالة المقتضية للذكر والحذف والتأكيد إلى غير ذلك، فيكون الحال هي الخصوصية وهو الأليق بالاعتبار لأن الحال عند التحقيق لا تقتضي إلا الخصوصيات دون الكلام المشتمل عليها، حيث قيل الحال هو الأمر الداعي إلى كلام مكيف بكيفية مخصوصة مناسبة. وقيل مقتضى الحال هو الكلام المكيف بكيفية مخصوصة. ومقصوده إرادة المحافظة على ظاهر قولهم هذا الكلام مطابق لمقتضى الحال، فوقع في الحكم بأن مقتضى الحال هو الكلام الكلي والمطابق هو الكلام الجزئي للكلي، على عكس اعتبار المنطقيين من مطابقة الكلي للجزئي، فعدل عما هو ظاهر المنقول وعما هو المعقول، وارتكب التكلف المذكور. وقيل الحال والمقام مترادفان وقيل متقاربان.